# Yosuke Ishibitsu
Yosuke Ishibitsu (石櫃 洋祐, Ishibitsu Yosuke) est un footballeur japonais né à Settsu le 23 juillet 1983. Il évolue au poste de défenseur.